# James Gordon Bennett den äldre
James Gordon Bennett den äldre, född 1 september 1795, död 1 juni 1872, var en amerikansk tidningsägare, far till James Gordon Bennett den yngre.
Bennett, som uppfostrats till romersk-katolsk präst, utvandrade från Skottland 1819 till Amerika, där han så småningom arbetade sig fram inom pressen. Med den 1835 startade New York Herald inte bara lyckades bygga upp en förmögenhet utan skapade även en ny tidningstyp, billig och inriktad mot nyhetsförmedling.